# Kingsley Amis
Sir Kingsley William Amis CBE (født 16. april 1922, død 22. oktober 1995) var en britisk forfatter.
Han er far til forfatteren Martin Amis.

## Udvalgte bøger

### Peosi
- 1947 Bright November
- 1953 A Frame of Mind
- 1954 Poems: Fantasy Portraits
- 1956 A Case of Samples: Poems 1946–1956
- 1962 The Evans County
- 1968 A Look Round the Estate: Poems, 1957–1967
- 1979 Collected Poems 1944–78

### Fiktion
Romaner
- c. 1948 The Legacy (uudgivet)
- 1954 Lucky Jim
- 1955 That Uncertain Feeling
- 1958 I Like It Here
- 1960 Take a Girl Like You
- 1963 One Fat Englishman
- 1965 The Egyptologists (med Robert Conquest)
- 1966 The Anti-Death League
- 1968 Colonel Sun: a James Bond Adventure (under pseudonymet Robert Markham)
- 1968 I Want It Now
- 1969 The Green Man
- 1971 Girl, 20
- 1973 The Riverside Villas Murder
- 1974 Ending Up
- 1975 The Crime of the Century
- 1976 The Alteration
- 1978 Jake's Thing
- 1980 Russian Hide-and-Seek
- 1984 Stanley and the Women
- 1986 The Old Devils
- 1988 Difficulties with Girls
- 1990 The Folks That Live on the Hill
- 1991 We Are All Guilty
- 1992 The Russian Girl
- 1994 You Can't Do Both
- 1995 The Biographer's Moustache
- c. 1995 Black and White (uudgivet)[3]

Short fiction collections
- 1962 My Enemy's Enemy
- 1980 Collected Short Stories
- 1991 Mr Barrett's Secret and Other Stories

Other short fiction
- 1960 "Hemingway in Space" (korthistorie), Punch, December 1960

### Faglitteratur
- 1957 Socialism and the Intellectuals, a Fabian Society pamphlet
- 1960 New Maps of Hell: A Survey of Science Fiction
- 1965 The James Bond Dossier
- 1965 The Book of Bond, or Every Man His Own 007 (under pseydonym Lt.-Col William ('Bill') Tanner)
- 1970 What Became of Jane Austen?, and Other Questions
- 1972 On Drink
- 1974 Rudyard Kipling and His World
- 1983 Everyday Drinking
- 1984 How's Your Glass?
- 1990 The Amis Collection
- 1991 Memoirs
- 1997 The King's English: A Guide to Modern Usage (delvist et ordspil på at han ofte blev kaldt "Kingers" eller "The King" af venner og familie, hvilket blev afsløret i hans søn Martins erindringer Experience)
- 2001 The Letters of Kingsley Amis, redigeretaf Zachary Leader
- 2008 Everyday Drinking: The Distilled Kingsley Amis, Introduktion af Christopher Hitchens (en samling af On Drink, Everyday Drinking og How's Your Glass?)

### Redaktør
- 1961-66 Spectrum anthology series (med Robert Conquest) - fem bind
- 1978 The New Oxford Book of Light Verse
- 1981 The Golden Age of Science Fiction